# ミンダナオ島の戦い
ミンダナオ島の戦い（ミンダナオとうのたたかい）は、太平洋戦争中の1945年3月10日から終戦までフィリピン諸島ミンダナオ島で行われた、日本軍とアメリカ軍及びフィリピン人ゲリラの間の戦いである。
アメリカ軍側からみるとフィリピン解放作戦の一環として行われ、サンボアンガに上陸する「ヴィクター4号」と、残るダバオなどの制圧作戦である「ヴィクター5号」からなっていた。すでにレイテ島の戦いなどで消耗しきっていた日本軍は、苦戦を強いられることになった。この戦いの結果、南部フィリピンの主要部は連合軍によって確保された。

## 背景
1945年2月当時、レイテ島の戦いは事実上終結し、ルソン島の戦いも峠を越えていた。フィリピンの日本軍は戦力の大半を失い、連合国軍はフィリピン諸島一帯の制空権・制海権の掌握に成功していた。しかしながら、ミンダナオ島をはじめ、セブ島やネグロス島などのフィリピン中南部の島々には、まだ日本軍が孤立しながら残存していた。

### 連合軍の戦略
フィリピン全土の軍事的解放を強く希望するマッカーサー大将の指示に基づき、アメリカ軍を中心とした連合国軍部隊は、これらの島々の掃討作戦を行うこととなった。一連の「ヴィクター作戦」が立案され、そのうちの4号と5号がミンダナオ島に関する作戦だった。なおマッカーサー大将の心中には、軍功を重ねることで日本本土侵攻作戦において司令官の地位を獲得したいとの願望もあったのではないかと言われる。この掃討作戦には、オランダ領東インド（蘭印）と日本との資源航路を完全に断ち切り、蘭印への侵攻拠点を獲得できる軍事的意義もあった。

### 日本軍の戦略

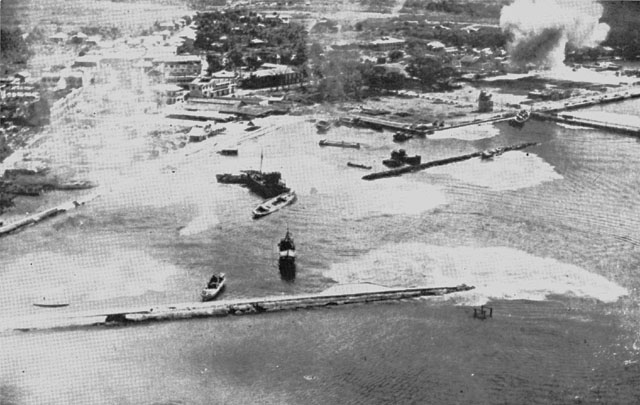
連合軍機の空襲を受けるサンボアンガ港。

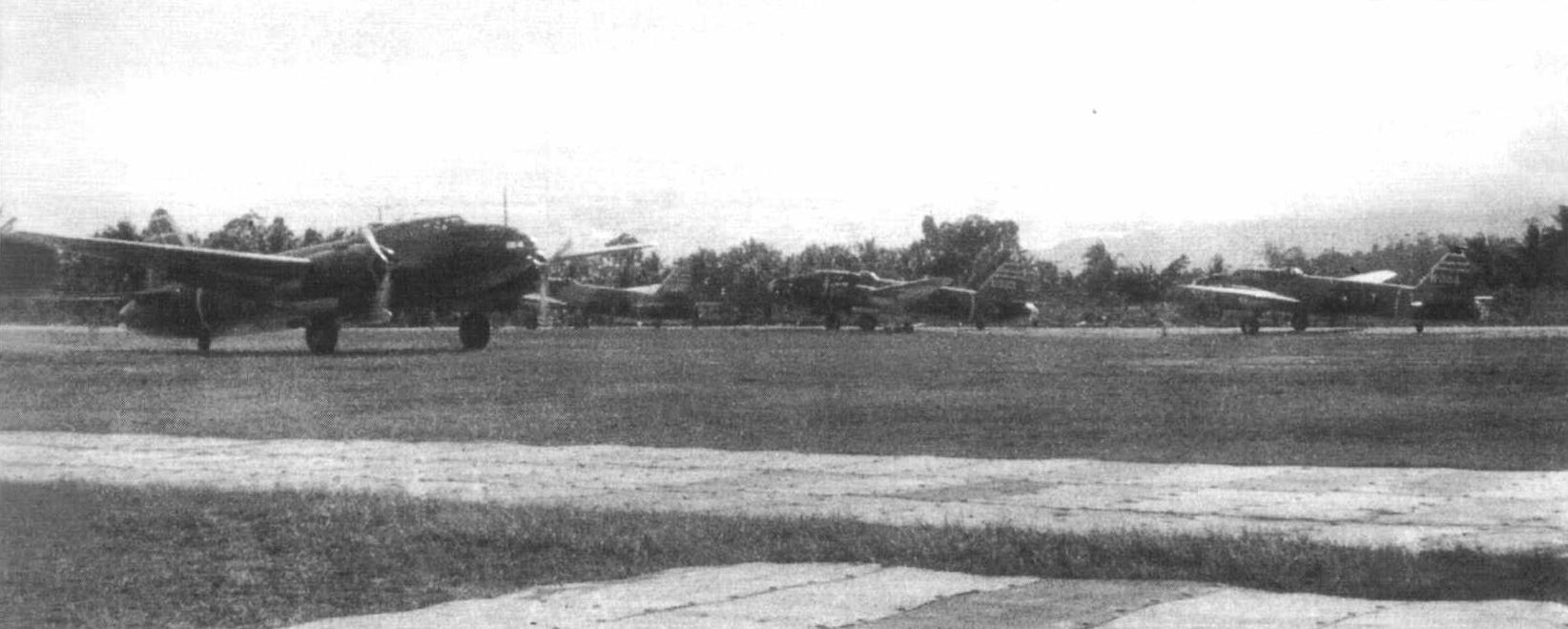
1942年にミンダナオ島の飛行場に展開していた日本軍の一式陸上攻撃機。1945年には、このような航空戦力は島に残っていなかった。

日本陸軍は、ミンダナオ島をレイテ島と並んで第35軍（司令官：鈴木宗作中将）の担当地区としており、レイテ島の第35軍司令部を脱出させてミンダナオ島に配置し、「永久抗戦」態勢を構築しようと考えていた。ミンダナオ島には第30師団（師団長：両角業作中将）と第100師団（師団長：原田次郎中将）、独立混成第54旅団（旅団長：北条藤吉少将）などが駐留していた。これは、ルソン島を除けば、フィリピンの残存日本軍の中で最大の兵力であった。
もっとも、第30師団は、隷下3個歩兵連隊のうち2個をレイテ島へ増援として派遣してしまっており、戦力は半減していた。他の2部隊も治安維持任務の軽装備部隊で、もともと大きな戦力は有しなかった。サンボアンガに独混第54旅団、ダバオに第100師団が配置され、第30師団は北岸のカガヤンから中部一帯にかけて分散配置されていた。島内はゲリラの活動が非常に活発なこともあり、広大な地域に分散した日本軍の連絡は困難を極め、結果的に各個撃破されることとなった。
このほか、第32特別根拠地隊や陸軍第2飛行師団がいたが、艦艇や航空機はほとんど失われていた。第32特別根拠地隊は、隷下の第33警備隊にサンボアンガを守らせ、そのほか設営隊などを改編した陸戦隊4個大隊をダバオ付近に配置して地上戦に備えていた。
また、ミンダナオ島には日本人の民間人も多数が在住していた。その多くはダバオに住んでおり、ミンダナオ島の戦いの時点では少なくとも5000人であった。

### 日本軍の指揮系統問題
広大なミンダナオ島の防衛に関し、日本軍の指揮系統は確立されていなかった。本来は既述のように第35軍司令部が統括するはずであったが、第35軍司令部のレイテ島からの移動が難航した。ミンダナオ島にアメリカ軍上陸後の3月24日にようやくセブ島に到着し、さらにカヌーに分乗してネグロス島経由ミンダナオ海横断を試みたが、連合軍の航空機や武装舟艇の攻撃を受け、4月19日に軍司令官鈴木中将は戦死した。軍参謀長の友近美晴少将のみがミンダナオ島に合流できた。友近少将は島内の掌握に努めたが、成功しなかった。
また、陸軍航空部隊は、地上の第35軍とは別系統で航空部隊だけを指揮していた。ネグロス島北部から転進してきた第2飛行師団長の寺田済一中将の指揮下に、ミンダナオ島内には約8000人の人員と戦闘機1機を持っていた。5月14日に第2飛行師団司令部が九七式重爆撃機で収容され、17日に師団も解隊されるまで、この複雑な指揮系統が残った。
結局、第30師団司令部と第100師団司令部が、それぞれの担当地区内に所在する航空隊や海軍部隊を併せて指揮することになったが、島内全体での統一的な作戦行動はできないで終わった。これは日系民間人の保護についても、十分な措置がされない結果を招いた。

## 戦闘経過

### サンボアンガ上陸

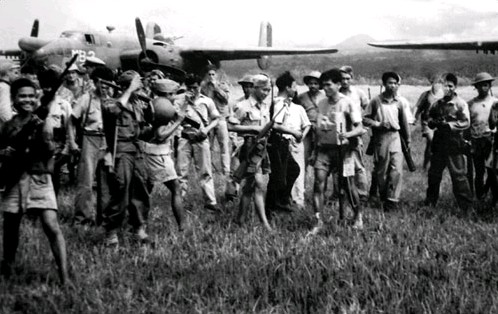
着陸したアメリカ海兵隊のB-25爆撃機と、歓迎するフィリピン人ゲリラ部隊。

1945年3月、アメリカ軍司令部にフィリピン人ゲリラから、ミンダナオ島北西岸のディポログで仮設飛行場を確保しているとの報告が入った。直ちにアメリカ陸軍第24歩兵師団の第21歩兵連隊から2個増強中隊が空輸されて防衛にあたり、海兵隊の航空部隊が展開した。
3月7日、アメリカ艦隊がサンボアンガに対して艦砲射撃を開始した。3日間に渡る砲撃で、市街地は完全に焼失した。10日、航空支援も受けつつ、アメリカ陸軍第41師団所属の第162・第163歩兵連隊がサンボアンガ付近に上陸した。日本軍が水際配備を避けたため抵抗は散発的で、翌11日夜までに市街地と飛行場を含む平野部はアメリカ軍の占領下となった。
しかし、アメリカ軍が平野部背後の丘陵に入ると、独混第54旅団主力と海軍第33警備隊などの日本軍が激しい抵抗を開始した。日本軍は14日には砲弾が尽きてしまうなど物資不足の状況であったにもかかわらず、2週間近くアメリカ軍の前進を停滞させた。複雑な地形の影響で戦車が使用できずアメリカ軍は苦戦したが、23日に防衛線中央を突破し、その後3日間の戦闘で日本軍に大打撃を与えた。パラワン島の攻略を終えた第186歩兵連隊も到着し、第163歩兵連隊に換わって攻撃に加わった。4月1日に日本軍は北方へと退却し、サンボアンガ周辺の戦闘が終結した。この戦闘で独混第54旅団は638人が戦死し、他の部隊も多数が死傷した。アメリカ軍の戦死者は220人だった。
アメリカ軍は工兵隊をサンボアンガに上陸させ、ただちに複数の飛行場を整備した。この飛行場が、以後のミンダナオ戦で航空支援に活躍することになった。
独混第54旅団は敗走中の5月末に有力なアメリカ軍部隊に捕捉され、旅団長の北条少将は部隊の解散を命じて自決した。独混第54旅団の生存者は、10月の投降時点で総兵力5200人中1200人であった。
なお、ミンダナオ島に付属するスールー諸島も、第41師団の一部により占領された。（詳細はスールー諸島の戦い参照）

### イラナ湾上陸
サンボアンガ上陸翌日の3月11日、ミンダナオ島残部の制圧任務がアメリカ軍第8軍に下令された。その主目標はダバオの攻略にあったが、ダバオの防衛は強力であると予想されたため、ダバオから直線距離で約100km離れたイラナ湾コタバト付近が上陸地点に選ばれた。陸路を侵攻し、ダバオの背後を衝く計画であった。
4月17日、第78.2任務部隊の掩護を受けて、アメリカ陸軍第10軍団の第24歩兵師団が上陸した。イラナ湾には日本軍第100師団の独立歩兵第166大隊（第30師団に配属中）しか配置されておらず、正面からの抵抗は不可能だった。イラナ湾岸マラバンには飛行場が整備され、22日には海兵隊機が航空作戦を開始した。第24歩兵師団は道路のほかミンダナオ川を伝って東進し、交通の要衝カバカンを押さえると日本軍の第30師団と第100師団を分断してしまった。
アメリカ軍の予想通り、ダバオを守る日本軍は海からの上陸に備えた防衛体制は強固だったが、陸路からの攻撃は想定していなかった。アメリカ軍上陸の報を受けた第100師団長の原田中将は半信半疑だったが、20日にコタバトからの進路上であるダバオ湾南部ディゴスの守備隊に遅滞戦闘を指示した。ついで26日に、ダバオの陸海軍部隊に防衛配備を発令し、民間人には島の中央部への避難を命じた。

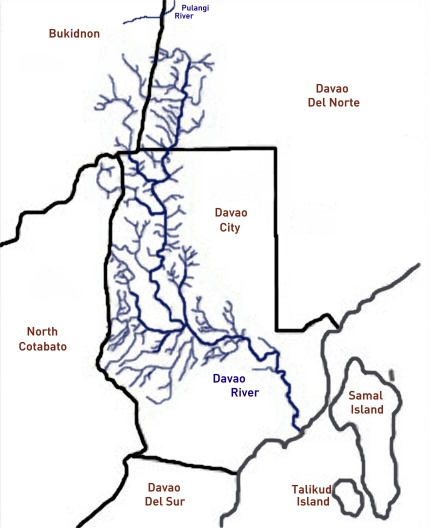
ダバオ川の地図。（2009年作成）

4月27日、アメリカ軍第24歩兵師団はダバオ湾ディゴスに到着した。ディゴスには独立歩兵第163大隊と陸戦隊1個大隊などが置かれていたが、原田中将の意図したような戦闘は行わずにアポ山中へ篭ってしまった。ダバオ湾岸を北上したアメリカ軍は、4月30日にダバオを防衛する日本軍と交戦開始したが、さしたる抵抗を受けずに5月3日にダバオ市街へと進入した。
その後、ダバオ市郊外に展開した日本軍との間で戦闘が行われた。ダバオを防衛する日本軍は陸軍18000人、海軍5400人と兵力は多かったが、本格的な戦闘部隊は第100師団のみであった。徐々に日本軍は北西の山地へ圧迫されていった。5月29日に第100師団司令部はダバオ川上流へと撤退し、6月19日には日本軍は全面退却を開始した。追撃が弱まった7月上旬から自活態勢に入り、そのまま終戦を迎えた。ダバオ地区での日本側の死者は、陸軍が12000人、海軍が3400人、民間人が4600人に及んだ。アメリカ軍第24歩兵師団の損害は、6月に主要戦闘が終わった時点で戦死350人と戦傷1600人だったのに加え、その後の掃討戦で第19歩兵連隊長トーマス・クリフォード大佐が戦死した。
その他、ダバオ湾岸に取り残されたいくつかの日本軍小部隊に対しても、航空機と魚雷艇の掩護の下で舟艇機動による掃討戦が行われた。アメリカ軍の記録によると、400人以上の日本兵が戦死し、25人が捕虜となった。アメリカ軍の損害は死傷27人であった。

### 北部の戦闘
第24歩兵師団に続き、4月22日には第31歩兵師団がイラナ湾に上陸していた。そして、第124・第155歩兵連隊を北上させ、ダバオ方面と並行して島の中央部へと侵攻した。ミンダナオ島中央部から北岸にかけては、日本側は第30師団が担当していた。第30師団は、迎撃部隊として歩兵第74連隊の2個大隊と工兵第30連隊などを南下させ、そのうち歩兵第74連隊第1大隊は、4月27日夜にカバカン付近でアメリカ軍第124歩兵連隊及び砲兵1個大隊と激しい遭遇戦を行った。日本軍が橋などを徹底的に破壊したため、アメリカ軍は重火器を迅速に前進させることができず、各地で歩兵同士の近接戦闘が発生した。特にマラマグ周辺では、5月7日に日本軍歩兵第74連隊第3大隊が森林を生かした待ち伏せ攻撃をかけて、112名を失いながらも、アメリカ軍にも戦死60名、負傷120名の損害を与えた。その後も5月15日まで攻防が続き、アメリカ軍第124歩兵連隊だけで69人が戦死し、177人が負傷する損害を受けた。
5月10日には北岸のカガヤンにも、アメリカ軍第40歩兵師団所属の第108歩兵連隊が上陸した。所在の捜索第30連隊などが応戦したが、17日には退却に追い込まれた。そして、23日以降、捜索第30連隊は通信が途絶してしまった。
南北からの挟撃を受けた日本軍第30師団主力は、6月2日に東部のアグサン方面への転進を決断し、持久戦を図った。8月1日にアグサン川流域のワロエに到達したが、移動途中で多数の餓死者・病死者を生じた。しかも、ワロエ付近には、6月24日にアグサン川河口に上陸南下していた第155歩兵連隊の1個大隊が居り、ここでも日本軍は攻撃を受けることとなった。第30師団はワロエからさらに南東に進んだジョンソンで終戦を迎えた。第30師団全体での損害は終戦までに戦死2500人、病死2100人、不明5600人に達した。生存者は約3000人であった。

## 結果
ミンダナオ島の日本軍拠点は全て連合軍の支配下となり、日本軍守備隊は壊滅的な打撃を受けた。山中に逃れた日本兵・日系民間人は食糧不足に苦しみ、ゲリラの手によって殺害されていった。
しかし、戦略的に見るとさしたる意味を持たない結果となった。連合軍の軍事的目的のうち、日本側の南方航路の遮断はルソン島への上陸によりすでに達成されており、3月中旬の南号作戦中止と下旬のヒ88J船団全滅を最後に南方航路は閉鎖されていた。もうひとつの目的の蘭印上陸作戦も実施されずに終わった。

## 注記
1. ↑  米陸軍公刊戦史7頁。
2. ↑  海軍の特殊潜航艇1隻と魚雷艇7隻、雷装大発4隻があったほか、陸海軍あわせて数機の航空機が残っていただけであった。ルソン決戦654頁。
3. ↑  ルソン決戦668頁より厚生省調べ。ただし、同書は、ダバオ日本人会による23000人との数字を併記しており、そのうち1700人は現地召集されたとしている。
4. ↑  ルソン決戦650～651頁。
5. ↑  米陸軍公刊戦史11頁。
6. ↑  米陸軍公刊戦史11～12頁。
7. ↑  陸軍が独混第54旅団（隷下12個中隊のうち8個中隊と鹵獲野砲4門）と海上機動第2旅団の残留隊180人など計4700人。海軍が、第33警備隊など軍人3600人と軍属1000人。ルソン決戦638頁。
8. ↑  ルソン決戦644頁。
9. ↑  米陸軍公刊戦史24頁。
10. ↑  ルソン決戦654頁。第100師団は隷下部隊のうち歩兵大隊6個と師団砲兵隊（16門）をダバオに配置していた。そのほか、第13航空地区司令部隷下に飛行場大隊4個、第32特別根拠地隊隷下の陸戦隊3個大隊など。
11. ↑  米陸軍公刊戦史29頁。
12. ↑  米陸軍公刊戦史32頁。
13. ↑  ルソン決戦672頁。
14. ↑  米陸軍公刊戦史31頁。
15. ↑  大井篤　『海上護衛戦』　学習研究社〈学研M文庫〉、2001年、380～383頁。